# Éditions Bakame
Les Éditions Bakame, fondées en 1995 à Kigali, sont la première maison d'édition rwandaise pour la littérature d'enfance et de jeunesse. Elles publient des contes, des documentaires, des romans et des albums et font la promotion de la lecture dans les écoles,.

## Histoire

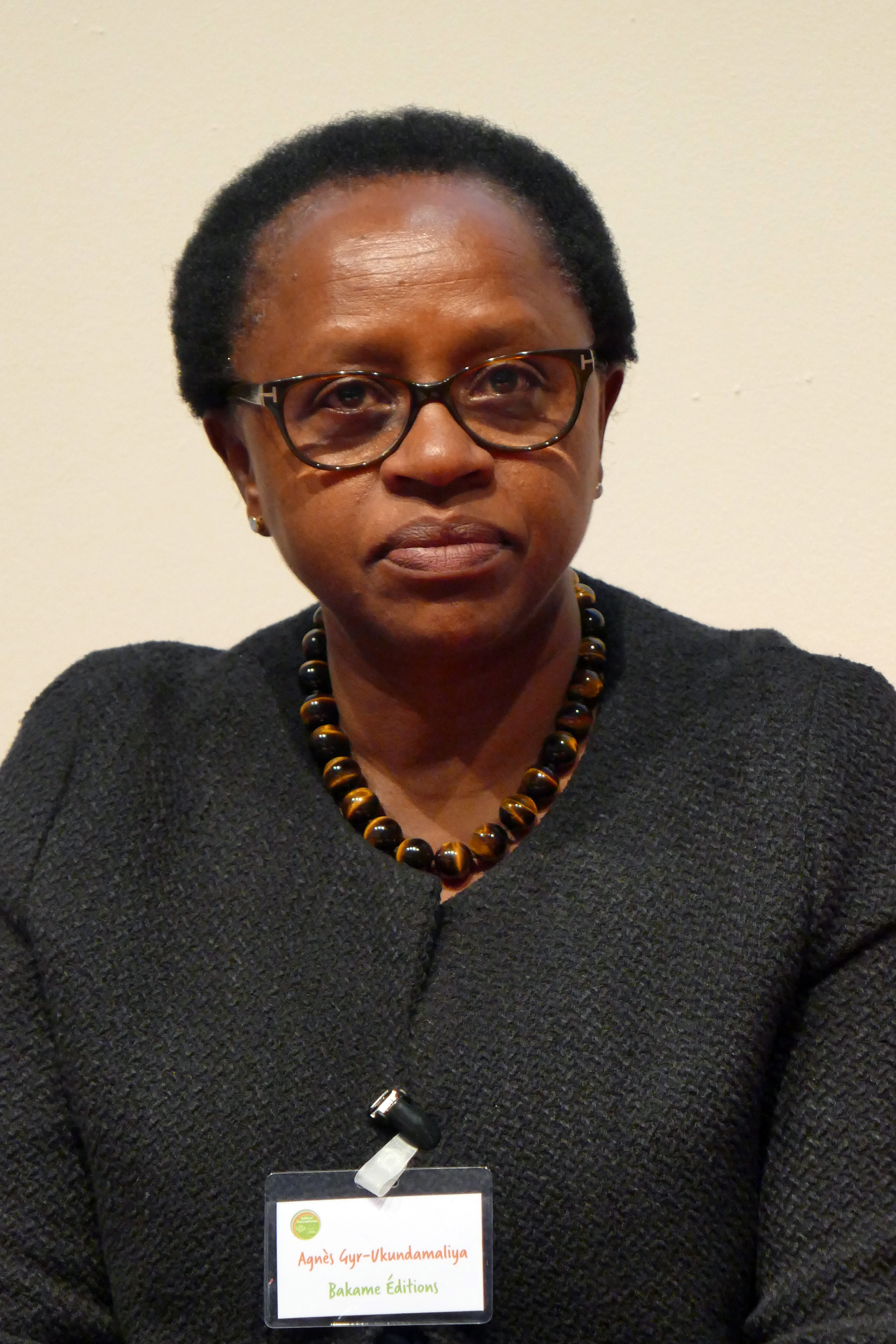
Agnès Gyr-Ukunda, à la Foire du livre de Francfort (2017).

Profondément touchée par le génocide qui a frappé son pays d'origine, Agnès Gyr-Ukunda a fondé à Kigali en 1995 les Éditions Bakame, maison d'édition pour l'enfance et la jeunesse. Elle voulait offrir une base culturelle aux nombreux enfants pour les aider à surmonter les conséquences psychiques du traumatisme vécu et elle espérait, avec la littérature de jeunesse, contribuer à la promotion de la paix. 
Le concept est basé sur le principe de l'Œuvre suisse des lectures pour la jeunesse (OSL) qui a parrainé la création de la maison. L'association Bakame – livres pour enfants rwandais la soutient professionnellement et financièrement. Quant à Bakame, c'est le nom d'un lièvre rusé, bien connu des enfants du Rwanda.

## Profil
Les Éditions Bakame éditent pour les enfants et les adolescents des textes basés sur la culture locale dans la langue du pays, le kinyarwanda. Pour que les livres soient à la portée de tous les enfants, le tirage doit être élevé et le prix bas. Il faut donc des donateurs qui assument les frais d'impression. La distribution est assurée en grande partie par les écoles.
Les éditions promeuvent aussi la lecture dans une culture ou l'écrit est encore très récent.  Ainsi, Bakame a mis sur pied un projet stimulant de « bibliothèque-sac à dos » qui rencontre un grand succès. Sous le nom de « Bana dusome », les livres vont ainsi d'école en école, de classe en classe, accompagnés par un animateur.

## Étapes
Il faut retenir dans le développement des Éditions Bakame, en 2005 la construction d'un bâtiment à Kigali et le BolognaRagazzi Award New Horizons (Foire du livre de jeunesse de Bologne) pour l'album Ubucuti bw’imbeba n’inzovu, en 2008 la distinction internationale IBBY-Asahi pour la promotion de la lecture et en 2010 la publication d'une grammaire scolaire.
L'association «Bakame - livres pour enfants rwandais» est certifiée par le ZEWO depuis 2003.
Le conseil des ministres du Rwanda a reconnu dans les «Éditions Bakame» une organisation d'utilité publique en 2002 et l'a confirmé en 2012.